# مزرعة شناتال سفلي
مزرعة شناتال سفلي هي قرية في مقاطعة سلماس، إيران. يقدر عدد سكانها بـ 89 نسمة بحسب إحصاء 2016.